# ديزموند ويلكوكس
ديزموند ويلكوكس (بالإنجليزية: Desmond Wilcox)‏ هو صانع أفلام وثائقية بريطاني، ولد في 21 مايو 1931 في ولوين جاردن سيتي في المملكة المتحدة، وتوفي في 6 سبتمبر 2000 بسبب نوبة قلبية.

## وصلات خارجية
- ديزموند ويلكوكس على موقع IMDb (الإنجليزية)
- ديزموند ويلكوكس على موقع قاعدة بيانات الفيلم (الإنجليزية)